# Haisujupukka
Haisujupukka är en kulle i Finland.   Den ligger i den ekonomiska regionen  Fjäll-Lappland  och landskapet Lappland, i den norra delen av landet, 800 km norr om huvudstaden Helsingfors. Toppen på Haisujupukka är 271 meter över havet, eller 66 meter över den omgivande terrängen. Bredden vid basen är 2,2 km.
Terrängen runt Haisujupukka är huvudsakligen platt.  Trakten runt Haisujupukka är nära nog obefolkad, med mindre än två invånare per kvadratkilometer.